# Kremltornen

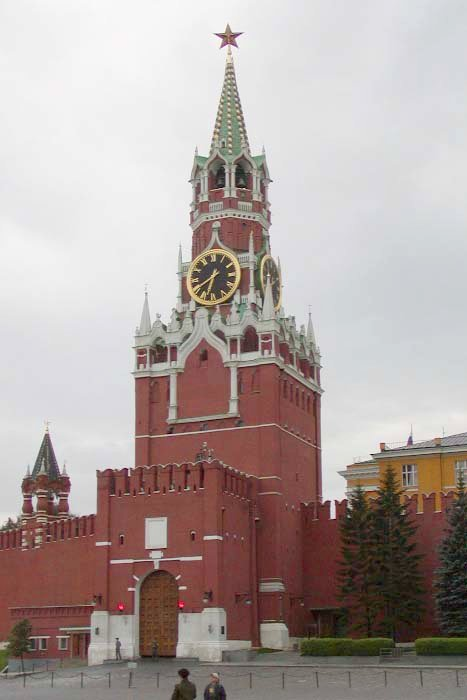
Spasskajatornet

Kremltornen är tornen som finns i Kremlmuren som omger Moskva Kreml i Ryssland.
- Borovitskajatornet
- Blagovesjtjenskajatornet
- Vodovzvodnajatornet
- Tajnitskajatornet
- Beklemisjevskajatornet
- Första namnlösa tornet
- Andra namnlösa tornet
- Petrovskajatornet
- Konstantino-Jeleninskaja-tornet
- Nabatnajatornet
- Tsarskajatornet
- Spasskajatornet
- Senatskajatornet
- Nikolskajatornet
- Mittersta Arsenalnajatornet
- Uglovaja Arsenalnaja-tornet
- Komendantskajatornet
- Troitskajatornet
- Oruzjejnajatornet
- Kutafjatornet